# Tamàrrud
Il movimento del Tamàrrud (in arabo تمرد‎?, "ribellione"), che in dialetto egiziano viene pronunciato tamarrod, è un movimento egiziano di opposizione all'ex Presidente Mohamed Morsi. Il movimento ribelle, nato il 28 aprile 2013, ha raccolto una vasta partecipazione popolare, e ha annunciato di aver raccolto oltre ventidue milioni di firme per chiedere la destituzione del presidente Morsi e per ottenere elezioni anticipate. Il movimento, inoltre, propugna l'istituzione di un governo tecnico in attesa di nuove elezioni. Il loro sito ufficiale era redatto in quattro lingue.
Il 3 luglio 2013, di fronte al movimento di protesta, Mohamed Morsi è stato rimosso dalla carica da un colpo di stato messo in atto dall'esercito egiziano, e sottoposto a misure restrittive della libertà, a poco più di un anno dalla sua elezione, avvenuta in occasione delle elezioni presidenziali del 2012, con il sostegno del Partito Libertà e Giustizia, espressione dei Fratelli Musulmani.